# ادوارد جرجیان
ادوارد پیتر جرجیان (ارمنی: Էդվարդ Պիտեր Ջերեջյան؛ انگلیسی: Edward Djerejian؛ زادهٔ ۶ مارس ۱۹۳۹) دیپلمات ارمنی‌تبار اهل ایالات متحده آمریکا است. وی سفیر ایالات متحده آمریکا در کشورهای اسرائیل و سوریه بوده‌است.
در سال ۱۹۶۰ از دانشگاه جرج‌تاون فارغ‌التحصیل شد. وی به زبان‌های انگلیسی، عربی، ارمنی، فرانسوی، روسی مسلط است.
وی هم‌اکنون رئیس مؤسسه جیمز بیکر در دانشگاه رایس می‌باشد.